# Tobique
Tobique (ou la Première Nation de Tobique, ou Neqotkuk en wolastoq) est une Première Nation (au sens de « bande indienne ») malécite, de la province canadienne du Nouveau-Brunswick. Elle possède une réserve indienne, Tobique 20, et gère de surcroît la réserve The Brothers 18 conjointement avec d'autres Premières Nations.

## Histoire

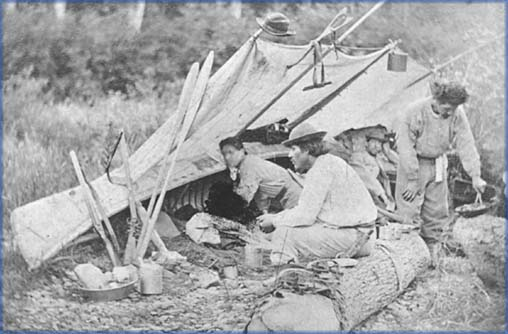
Campement à Tobique en 1865.

Même s'il y a des villages malécites tout le long du fleuve Saint-Jean, aucun observateur du XVIIIe siècle note la présence de village à Tobique. La réserve indienne de Tobique 20 n'est en fait établie que le 4 septembre 1801. Une chapelle est construite en 1853 mais une carte de Foulis de 1828 note déjà une « chapelle indienne ». L'église St. Ann's est détruite par un incendie en 1923. La première école catholique est inaugurée la même année. Un hôpital est en activité entre 1924 et 1948. Une nouvelle église est ouverte en 1925. Le pont no 1 de la rivière Tobique est inauguré en 1952. L'école Mah-Soh ouvre ses portes en 1975.

## Administration
| Mandat      | Fonctions   | Nom(s) |
| ----------- | ----------- | --- |
| 2008 - 2010 | Chef        | Stewart Paul |
| 2008 - 2010 | Conseillers | Robert Hassencahl, Joanne Martin/Sapier, Richard Moulton, Timothy (Tim) Nicholas, Wendall Nicholas, Dave Perley, Kim Perley, Ross Perley, Brenda Perley/Hafke, Tina Perley/Martin, Paul Pyres, Lynn Sappier/Dingee. |

|  | Indépendant | 1862-1899 | Frank John Francis    |
|  | Indépendant | 1899-1911 | Frank I. Francis      |
|  | Indépendant | 1911-1914 | Frank Lockwood        |
|  | Indépendant | 1914-1917 | Frank Francis         |
|  | Indépendant | 1917-1920 | Frank Lockwood        |
|  | Indépendant | 1920-1923 | John Solis            |
|  | Indépendant | 1923-1926 | Solomon Bear          |
|  | Indépendant | 1926-1929 | Charles Saulis        |
|  | Indépendant | 1929-1932 | Noel P. Bear          |
|  | Indépendant | 1932-1935 | Gabriel Perley        |
|  | Indépendant | 1935-1942 | William Saulis        |
|  | Indépendant | 1942-1945 | Peter Joseph Bear     |
|  | Indépendant | 1945-1953 | William Saulis        |
|  | Indépendant | 1953-1955 | Simon Perley          |
|  | Indépendant | 1955-1957 | William Saulis        |
|  | Indépendant | 1957-1961 | Philip Sappier        |
|  | Indépendant | 1961-1965 | Raymond Tremblay      |
|  | Indépendant | 1965-1967 | Charles Paul          |
|  | Indépendant | 1967-1977 | Dennis Nicholas       |
|  | Indépendant | 1977-1978 | Vaughan Nicholas      |
|  | Indépendant | 1978-1983 | George Francis        |
|  | Indépendant | 1983-1989 | David Perley          |
|  | Indépendant | 1989-1995 | Stewart Paul          |
|  | Indépendant | 1995-1999 | Edwin Bernard         |
|  | Indépendant | 1999-2001 | Patrick Craig Francis |
|  | Indépendant | 2003-     | Stewart Paul          |

## Vivre à Tobique

### Religion
Tobique compte une église catholique romaine, l'église Saint Ann's, siège de la paroisse du même nom. Elle fait partie de l'unité pastorale Victoria-Sud, elle-même faisant partie du diocèse d'Edmundston. La mission malécite est fondée en 1838 et dépend alors de la paroisse de Van Buren, au Maine. La mission est administrée de Saint-Basile à partir de 1850. La paroisse Saint Ann's est fondée en 1870. La paroisse est par contre desservie par les prêtres de Grand-Sault entre 1887 et 1903 ainsi que par les Eudistes résidant au village de 1903 à 1906. De plus, les Franciscains ont la charge de la paroisse entre 1921 et 1989.
Missionnaire
- J. J. O.Leary, 1868-1870

Curés résidents
- J. J. O.Leary, 1870-1886
- Michael O'Brien, 1886-1887
- Frederick Ryan, 1906-1921

Curés titulaires
- Alexis Auger, 1922-1930
- Raymond Pennafort, 1922-1936
- Bérard Nobert, 1922-1942
- Samuel Côté, 1935-1936
- Samuel Côté, 1940-1957
- Samuel Côté, 1957-1960
- Grégoire Léger, 1960-1972
- Norman Thibodeau, 1972-1989

Curés résidents
- Pierre Thibodeau, 1989-1995
- Léo Grégoire, 1995-1998
- Curtis Sappier, 1998-2007
- Léo Grégoire, 2007-2008
- Gilbert Doddatto, 2008-2010
- Curtis Sappier, 2010-